# Новотроїцьке (Шабалінський район)
Новотро́їцьке (рос. Новотроицкое) — село у складі Шабалінського району Кіровської області, Росія. Адміністративний центр Новотроїцького сільського поселення.
Населення становить 1077 осіб (2010, 1271 у 2002).
Національний склад станом на 2002 рік — росіяни 98 %.